# Ställdalen
Ställdalen – miejscowość (tätort) w Szwecji, w regionie administracyjnym (län) Örebro, w gminie Ljusnarsberg.
Według danych Szwedzkiego Urzędu Statystycznego liczba ludności wyniosła: 481 (31 grudnia 2015), 478 (31 grudnia 2018) i 474 (31 grudnia 2019).